# دانيلا أندرسن
دانيلا أندرسن (بالإنجليزية: Danielle Andersen)‏ هي لاعبة بوكر أمريكية، ولدت في 21 مايو 1984 في مينيسوتا في الولايات المتحدة.